# Barthélémy Gallard
Pour les articles homonymes, voir Gallard.
Barthélémy Gallard né le 2 février 1924 à Félix-Faure (aujourd'hui Si Mustapha) en Algérie et mort le 12 mars 2009 à Toulon est un footballeur français. Il évolue au poste de milieu de terrain.

## Carrière
Il commence sa carrière en Tunisie où il rejoint les rangs du Patrie Football Club bizertin équipe dont l'ossature est constituée par les militaires français, en 1945. Il s'illustre en permettant à son équipe de remporter la Coupe de Tunisie de football 1945-1946 en marquant notamment 2 buts en quart de finale contre l'Union sportive tunisienne et 3 buts en finale contre l'Etoile sportive du Sahel. Athlète à l'allure imposante, il est la terreur des défenseurs et le meilleur buteur de son équipe jusqu'en 1948 année où il passe professionnel  en jouant pour l'OGC Nice, club où il évolue de 1948 à 1950. Par la suite, il fait plusieurs escales dans différents club français de première et de seconde division.
En 1952, il remporte la Division 2 avec le Stade français. Les équipes avec qui il joue le plus longtemps sont l'AS Cannes et le Sporting Toulon. Il prend sa retraite de joueur en 1961.
Au total, Barthélémy Gallard dispute 56 matchs en Division 1 et 233 matchs en Division 2. Par ailleurs, il joue quelques matchs en Coupe de France et en Coupe Charles Drago.

## Palmarès
- Champion de France de D2 en 1952 avec le Stade français
- Vainqueur de la Coupe de Tunisie de football avec le Patrie Football Club bizertin en 1945-1946.